# Большая Момская наледь
Большая Момская наледь (Улахан-Тарын) — самая большая наледь в России и в мире. Расположена в восточной части Республики Саха, вытянувшись на 26 км вдоль русла реки Мома, правого притока Индигирки. Её площадь более 100 км², толщина от 3 до 8 м, общий объём около 0,5 км³. Находится на территории Момского природного парка в Момо-Селенняхской впадине.